# Ylimmäinen Kuktsejärvi
Ylimmäinen Kuktsejärvi är en sjö i kommunen Utsjoki i landskapet Lappland i Finland. Sjön ligger 252 meter över havet. Arean är 74 hektar och strandlinjen är 4,6 kilometer lång. Sjön  ingår i Tana älvs huvudavrinningsområde.   Den ligger omkring 350 kilometer norr om Rovaniemi och omkring 1100 kilometer norr om Helsingfors. 